# Indianplaty
Indianplaty (Xiphophorus variatus) är en fiskart som först beskrevs av Meek, 1904.  Indianplaty ingår i släktet Xiphophorus och familjen Poeciliidae. Inga underarter finns listade i Catalogue of Life.